# فرانک طیاری
فرانک طیاری (متولد ۱۳۳۹ در قصر شیرین) بازیکن و مربی بسکتبال اهل ایران است. وی بازیکن و مربی تیم‌ملی بسکتبال ایران بوده است. وی هییت علمی دانشگاه آزاد تهران مرکزی نیز می‌باشد

## افتخارات
از افتخارات وی می‌توان قهرمانی لیگ بسکتبال ایران به عنوان مربی در سال‌های ۱۳۹۴ (به همراه گاز تهران) و ۱۳۷۷ (به همراه مقاومت چکاد) را نام برد. تیم‌های وی همچنین در سال‌های ۱۳۹۳ (به همراه گاز تهران) به مقام نایب قهرمانی رسیده است. در سال‌های ۱۳۹۱، ۱۳۹۰ و ۱۳۹۶ (به همراه گاز تهران) نیز به مقام سومی لیگ رسیده است. در پایان لیگ ۱۳۹۶ به عنوان بهترین سرمربی لیگ انتخاب شد.